# Kleine Klette
Die Kleine Klette (Arctium minus) ist eine Pflanzenart aus der Gattung Kletten (Arctium) in der Familie der Korbblütler (Asteraceae). Sie stammt aus Europa, ist aber auch weitverbreitet in den gesamten Vereinigten Staaten als invasive Pflanze.

## Beschreibung

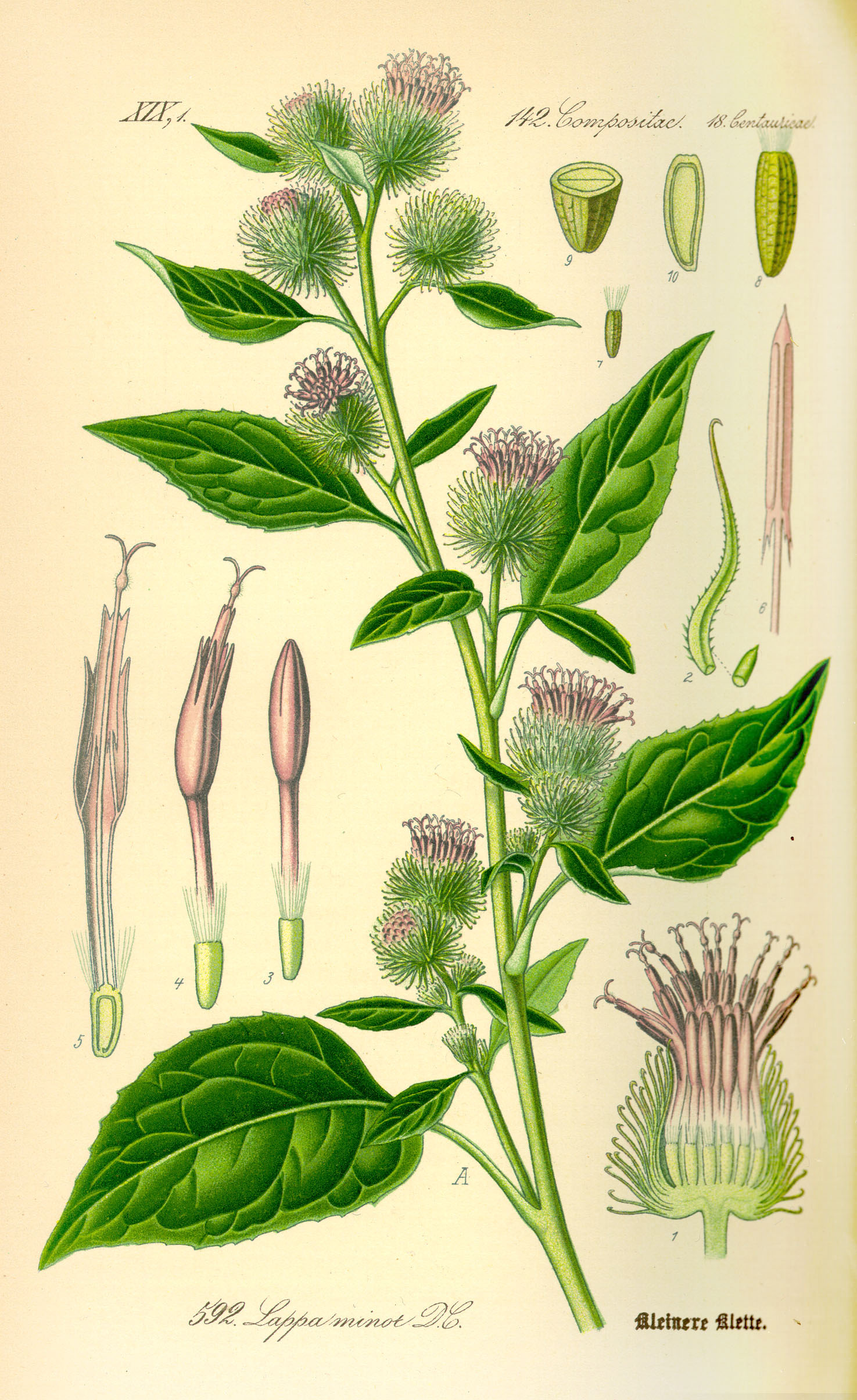
Illustration

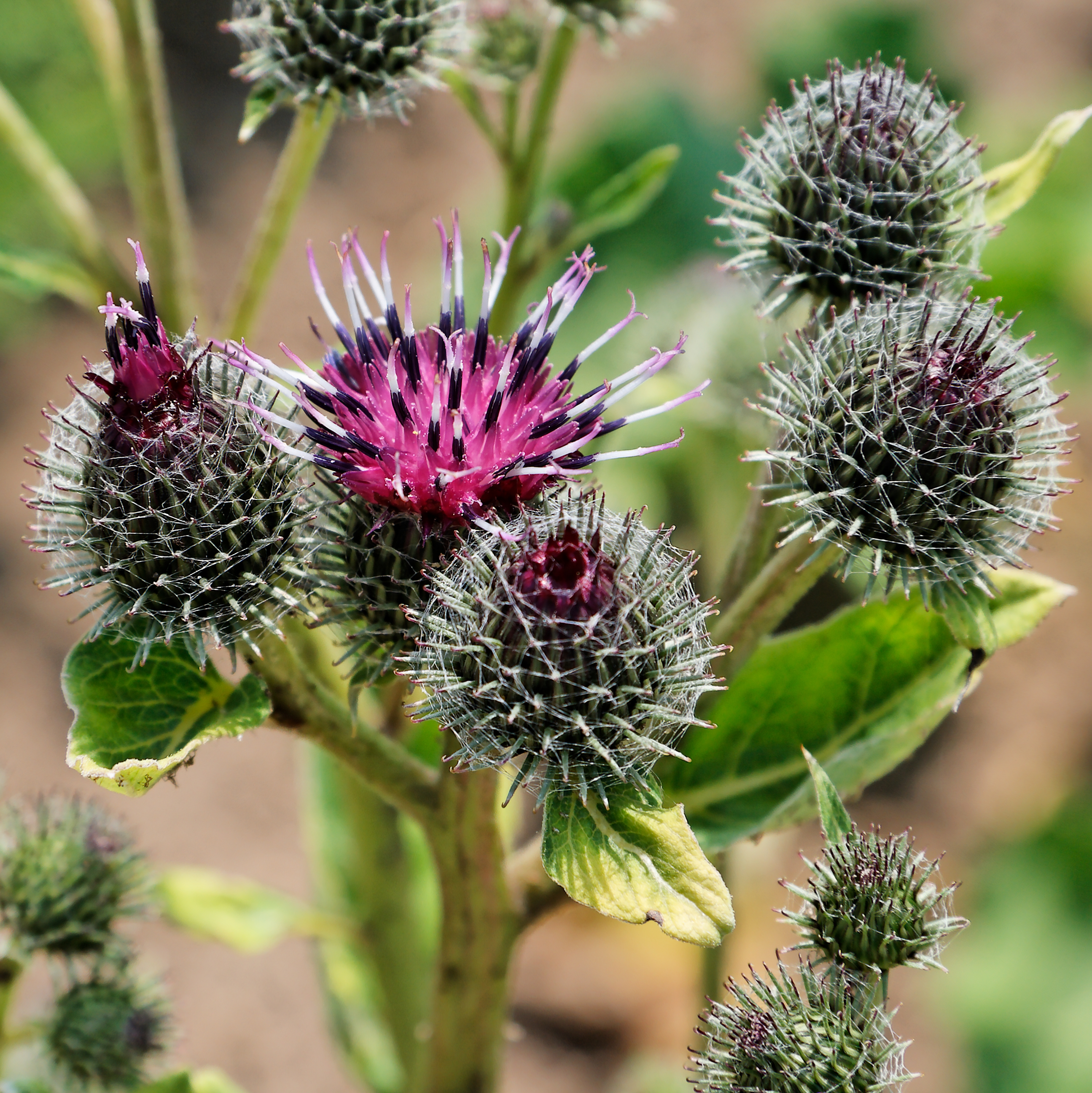
Ausschnitt des Gesamtblütenstandes mit einigen Blütenkörben und Blüten mit zweiästigen Griffeln

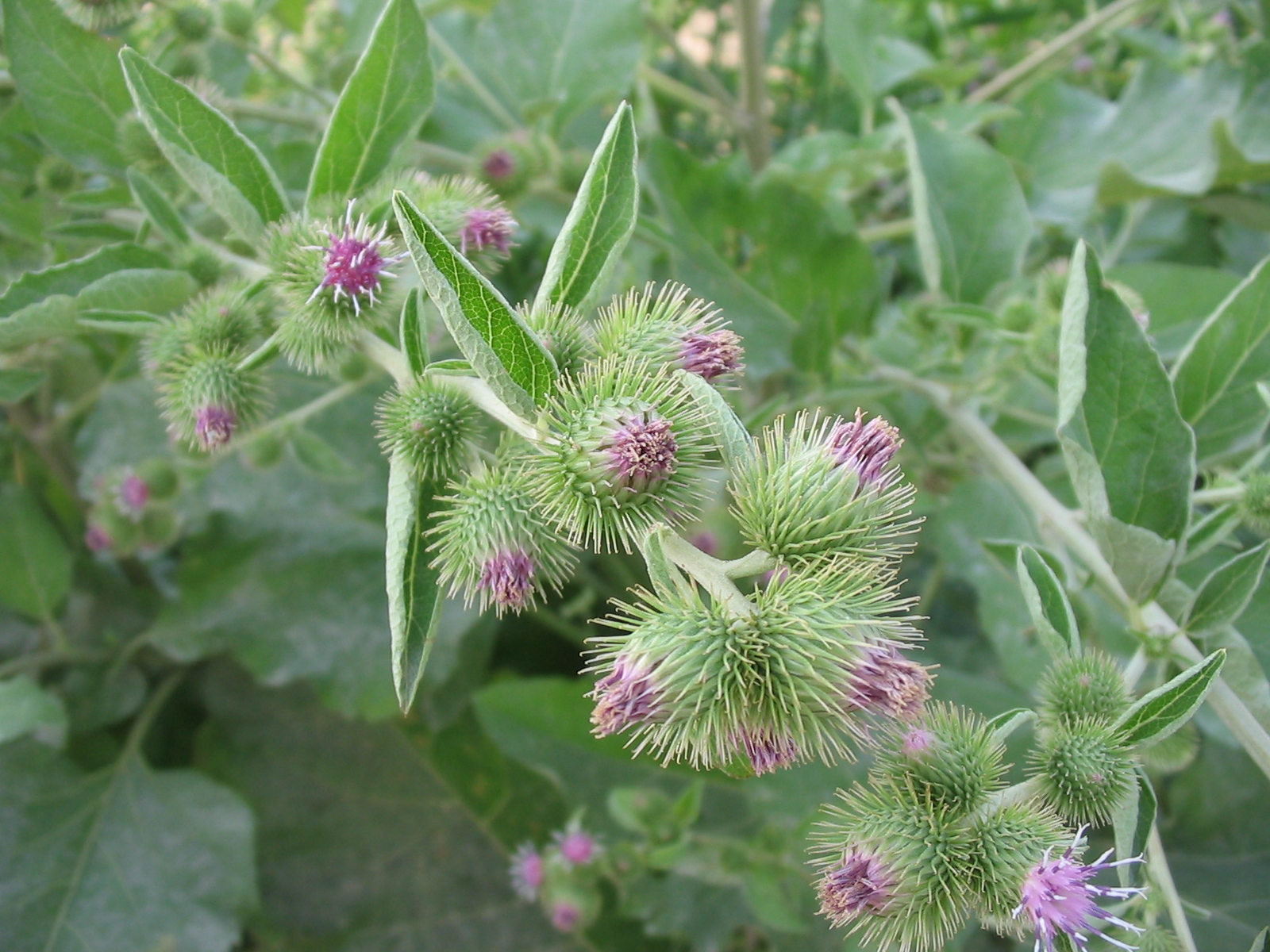
Blütenstand

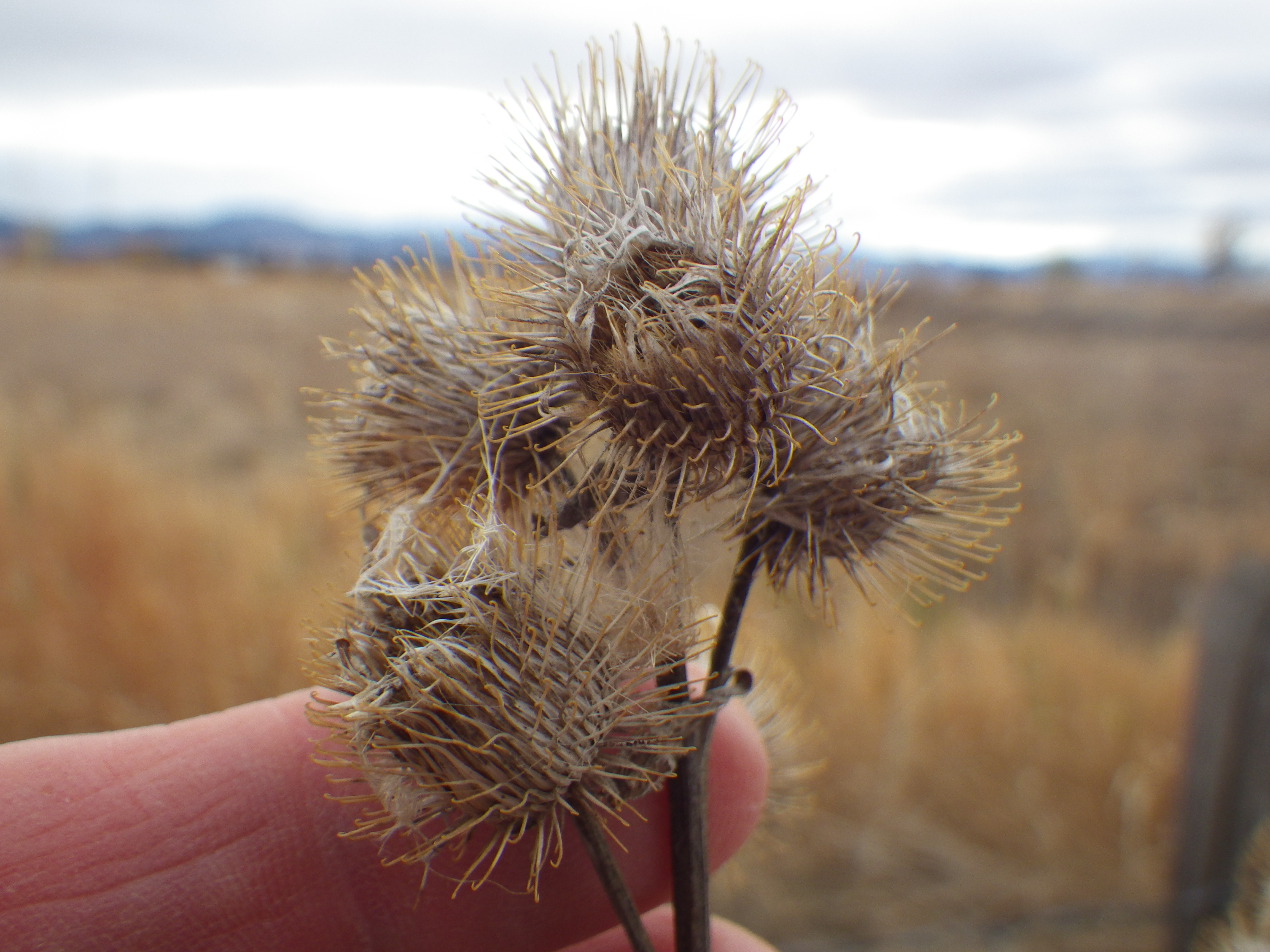
Fruchtstand

### Erscheinungsbild und Laubblatt
Die Kleine Klette wächst als zweijährige krautige Pflanze und erreicht Wuchshöhen von bis zu 1,5 oder 2 Metern. Sie bildet eine bis zu 30 cm tief in den Boden reichende, dicke Pfahlwurzel aus. Die vegetativen Pflanzenteile sind grünlich bis rötlich-purpurfarben und spärlich mit spinnenartigen Haaren bedeckt oder kahl. Der Stängel ist gut verzweigt.
Die Kleine Klette besitzt im ersten Jahr in einer grundständigen Rosette angeordnete und im zweiten Jahr wechselständig am Stängel verteilt angeordnete Laubblätter. Die Laubblätter sind in Blattstiel und Blattspreite gegliedert. Der mit spinnenartigen Haaren bedeckte Blattstiel ist typischerweise hohl, bis zu 40 cm lang und oben gerillt. Die Grundblätter sind mit einer Länge von bis zu 60 cm relativ groß. Die unteren Stängelblätter besitzen eine eiförmige Blattspreite mit gestutzter bis herzförmiger Spreitenbasis. Der Blattrand ist gebuchtet bis gewellt. Nach oben hin werden die Stängelblätter kleiner. Die Blattoberseite ist dunkelgrün und die Blattunterseite ist wollig behaart. 

### Blütenstand, Blüte und Frucht
Die Kleine Klette bildet im zweiten Lebensjahr Blütenstände aus. Die Blütezeit reicht von Juli bis Oktober. Die Blütenstände sind dornig. Die Brakteen sind mit Haken versehen. Die fast kugeligen, körbchenförmigen Blütenstände weisen einen Durchmesser von etwa 2 cm auf. In den Blütenkörben sind nur zwittrige Röhrenblüten vorhanden. Die Blütenfarbe ist rosa- bis lavendelfarben.
Es werden glatte Achänen mit einem Pappus gebildet. Fruchtreife ist von September bis Oktober.

### Chromosomenzahl
Die Chromosomenzahl beträgt 2n = 32 oder 36.

## Ökologie

### Autökologie
Die Kleine Klette ist wie die anderen Arten der Gattung Arctium s. str. eine zweijährige Halbrosettenpflanze.

### Synökologie

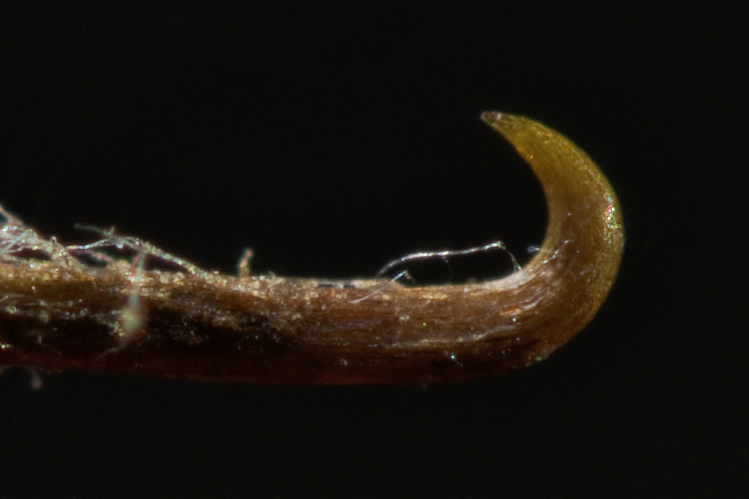
Hakenförmige Hüllblattspitze

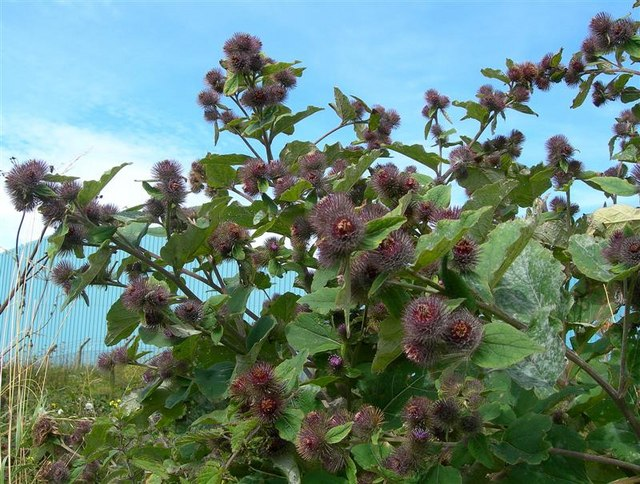
Habitus

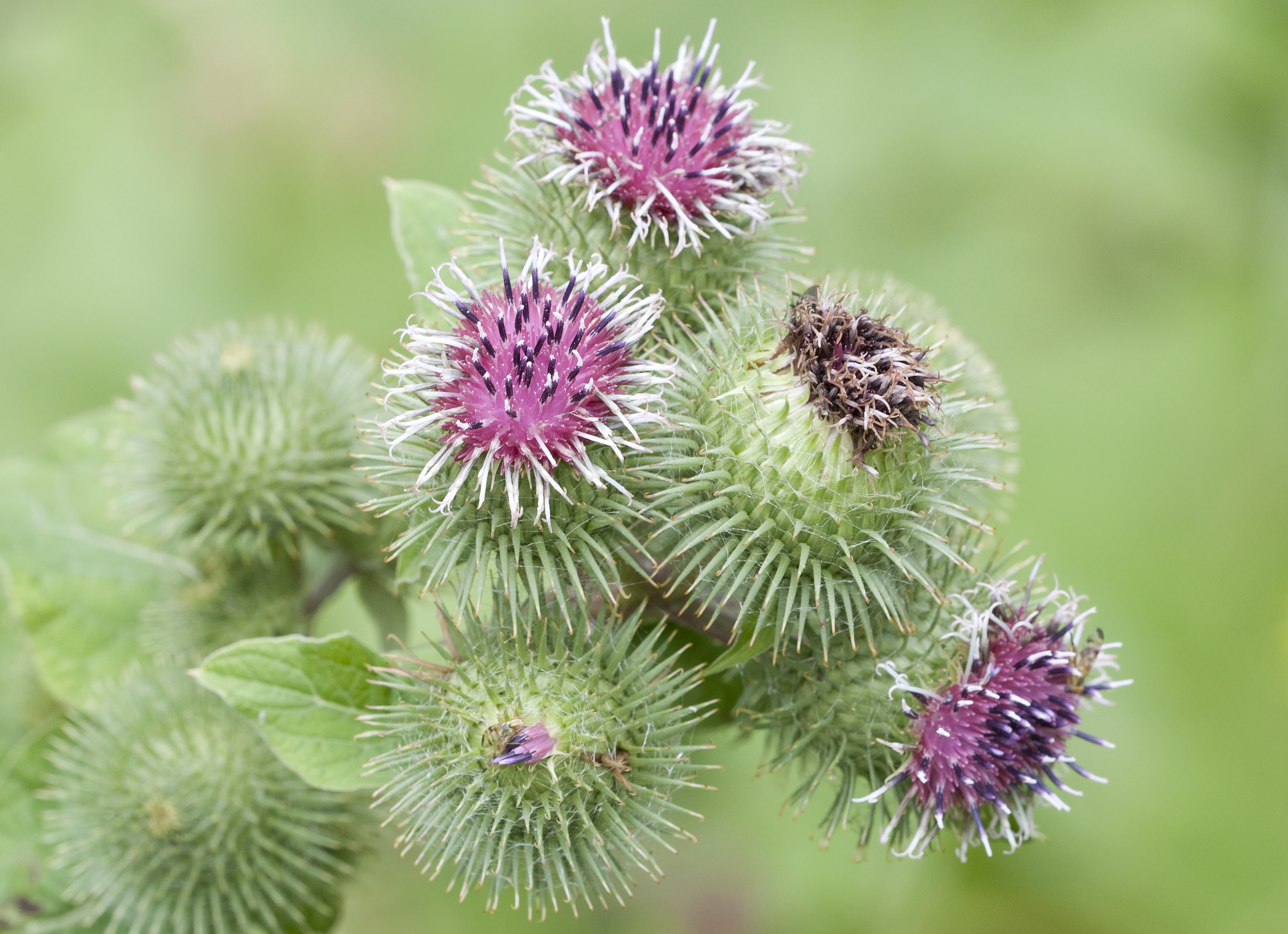
Flaumige Kleine Klette (Arctium minus subsp. pubens)

Blütenbiologisch handelt es sich um den „Disteltyp“. Die Bestäubung erfolgt durch Bienen und Schmetterlinge. 
Ausbreitungseinheit sind die Klett-Fruchtstände mit hakigen Hüllblattspitzen und zahlreichen glatten Achänen. Die zur Fruchtzeit weitgehend geschlossenen Körbchen bleiben im Fell von Tieren hängen und werden zum Teil unversehrt abgerissen, wie dies bei Kletthaftern vorkommt. Danach werden die Klettfrüchte allmählich ausgeschüttelt. Zu Anfang der Reife können die Kletten noch an der Pflanze haften, schleudern dann aber beim Zurückschnellen der sparrig-dürren Pflanze die Früchte aus und werden damit zum Tierstreuer.  Bei Nässe bleiben aber auch die Früchte selbst am Tierfell haften und werden damit zum Wasserhafter. Dazu kommt noch die Möglichkeit der Bearbeitungsausbreitung der Früchte durch Körner fressende Vögel, wie beispielsweise durch Distelfinken. Der Pappus der Achänen ist brüchig und hautreizend. Es handelt sich um einen Wintersteher. Nach Vertrocknung der Blütenstände und bei Reife der Früchte heften sich die behakten Brakteen an Menschen oder Tiere, um so den kompletten Fruchtstand, als Diaspore, zu transportieren (Epichorie).

## Vorkommen
Das ursprüngliche Verbreitungsgebiet der Kleinen Klette umfasst Europa, Westasien und den Kaukasusraum, vielleicht auch Marokko. In Nord- und Südamerika, auf den Azoren, in Australien und Neuseeland ist sie ein Neophyt.
Die Kleine Klette gedeiht am besten auf stickstoffreichen, aber eher kalkarmen oder kalkfreien, locker-steinigen Lehmböden. Sie besiedelt Ödland, Ufer, Zäune, Wegränder. Im Allgemeinen tritt sie häufig auf, nur in Sandgebieten und Gegenden mit rauerem Klima kann sie kleinräumig auch fehlen. Sie meidet aber Hochlagen. In den Allgäuer Alpen kommt sie in Vorarlberg zwischen Hochtannberg und Körbersee bis in Höhenlagen von 1420 Metern vor. Im Kanton Wallis erreicht sie sogar 1480 Meter Meereshöhe.
Arctium minus ist eine Charakterart des Verbands Arction lappae, kommt aber auch in Pflanzengesellschaften des Verbands Aegopodion podagrariae oder seltener des Verbands Onopordion acanthii vor.

## Taxonomie und Systematik
Im Mittelalter trug die Kleine Klette die lateinische Bezeichnung Lappa minor. Die Erstveröffentlichung erfolgte unter dem Namen (Basionym) Lappa minor Hill durch John Hill. Die Neukombination zu Arctium minus (Hill) Bernh. wurde 1800 durch Johann Jakob Bernhardi veröffentlicht. Weitere Synonyme für Arctium minus (Hill) Bernh. sind: Arctium chabertii Briq. & Cavill., Arctium melanoceps (Beger) G.H.Loos, Arctium chabertii subsp. aellenianum Arènes, Arctium chabertii subsp. balearicum Arènes, Arctium chabertii subsp. corsicum Arènes, Arctium minus subsp. mediterraneum Arènes, Arctium minus var. melanoceps Beger.
Man kann 2 Unterarten unterscheiden:
- Gewöhnliche Kleine Klette (Arctium minus subsp. minus): Bei ihr sind die inneren Hüllbklätter kürzer als die Blüten.[9] Die ökologischen Zeigerwerte nach Landolt et al. 2010 sind für diese Unterart in der Schweiz: Feuchtezahl F = 2+w (frisch aber mäßig wechselnd), Lichtzahl L = 3 (halbschattig), Reaktionszahl R = 4 (neutral bis basisch), Temperaturzahl T = 3 (montan), Nährstoffzahl N = 5 (sehr nährstoffreich oder überdüngt), Kontinentalitätszahl K = 4 (subkontinental).[9]
- Flaumige Kleine Klette (Arctium minus subsp. pubens (Bab.) Arènes, Syn.: Arctium pubens Bab., Lappa pubens (Bab.) Boreau, Arctium tomentosum subsp. pubens (Bab.) Nyman): Bei ihr sind die inneren Hüllblätter kaum kürzer als die Blüten.[9] Die ökologischen Zeigerwerte nach Landolt et al. 2010 sind für diese Unterart in der Schweiz: Feuchtezahl F = 3w (mäßig feucht aber mäßig wechselnd), Lichtzahl L = 2 (schattig), Reaktionszahl R = 3 (schwach sauer bis neutral), Temperaturzahl T = 3 (montan), Nährstoffzahl N = 4 (nährstoffreich), Kontinentalitätszahl K = 4 (subkontinental).[9]

## Weiterführende Literatur
- John W. Thieret, William A. Niering, Nancy C. Olmstead: National Audubon Society Field Guide to North American Wildflowers, Eastern Region, Revised edition. Chanticleer Press, Inc, 2001, ISBN 0-375-40232-2.
- Richard H. Uva, Joseph C. Neal, Joseph M. Ditomaso: Weeds of the Northeast. Cornell University Press, 1997, ISBN 0-8014-8334-4.